# Уритва
Ури́тва — село в Україні, у Козівській селищній громаді Тернопільського району Тернопільської області. Розташоване на заході району. До 2020 року підпорядковане Олесинській сільраді. 

## Історія
Виникло як присілок села Олесине на початку XX століття.
Діяли «Просвіта» та інші товариства.
12 червня 2020 року, відповідно до розпорядження Кабінету Міністрів України № 724-р «Про визначення адміністративних центрів та затвердження територій територіальних громад Тернопільської області» увійшло до складу Козівської селищної громади.
19 липня 2020 року, в результаті адміністративно-територіальної реформи та ліквідації Козівського району, село увійшло до складу Тернопільського району.

## Населення
У 2007 році в селі проживало 193 особи.
Місцева говірка належить до наддністрянського говору південно-західного наріччя української мови.

## Релігія
Є церква Успіння Богородиці (1995, мурована), «фігура» Матері Божої (1936, реставрована 2011).

## Пам'ятки
Символічна могила Борцям за волю України.

## Соціальна сфера
Працюють клуб, бібліотека, ФАП, 2 торговельні заклади.

## Галерея

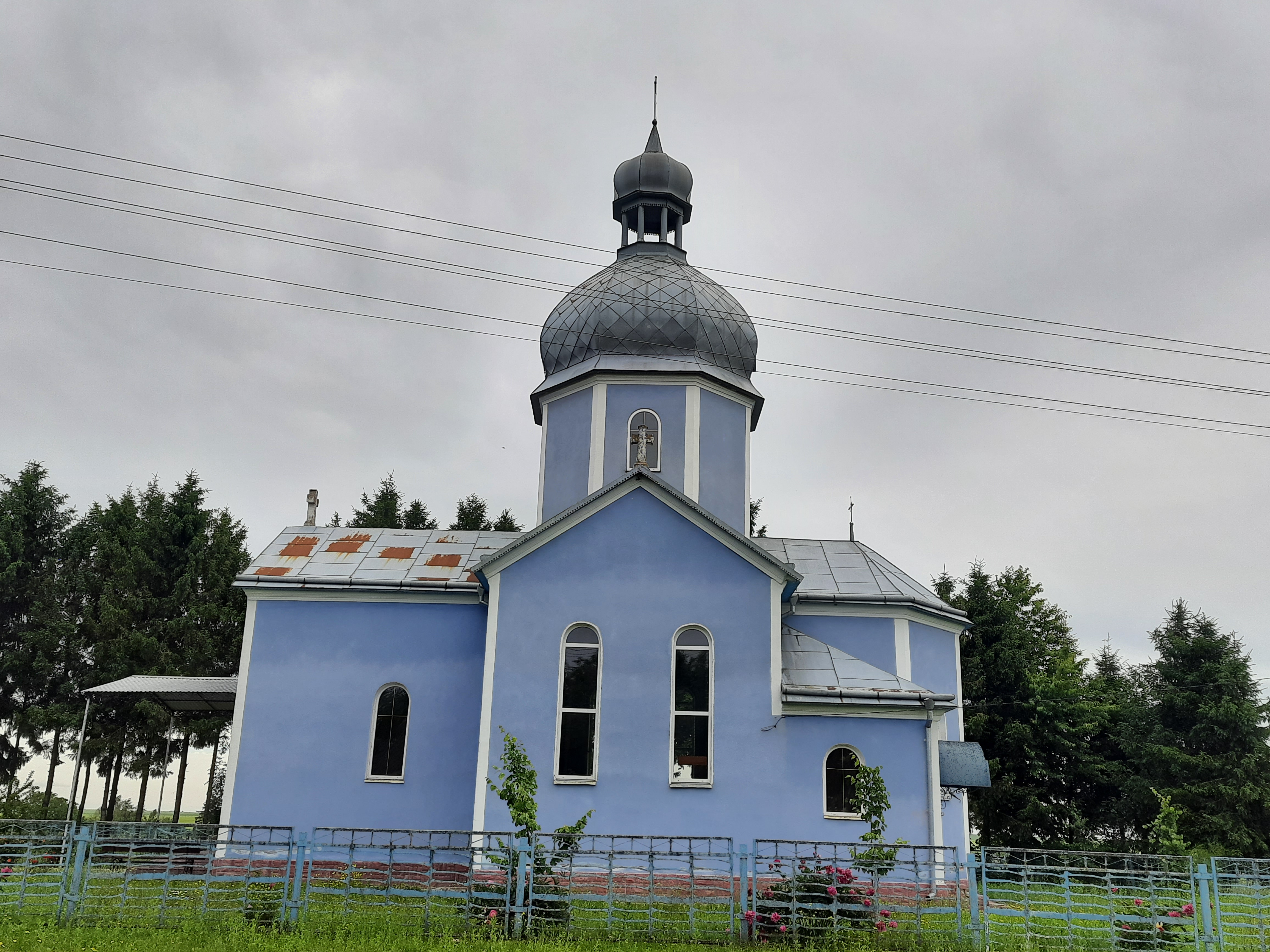
Церква Успіння Богородиці
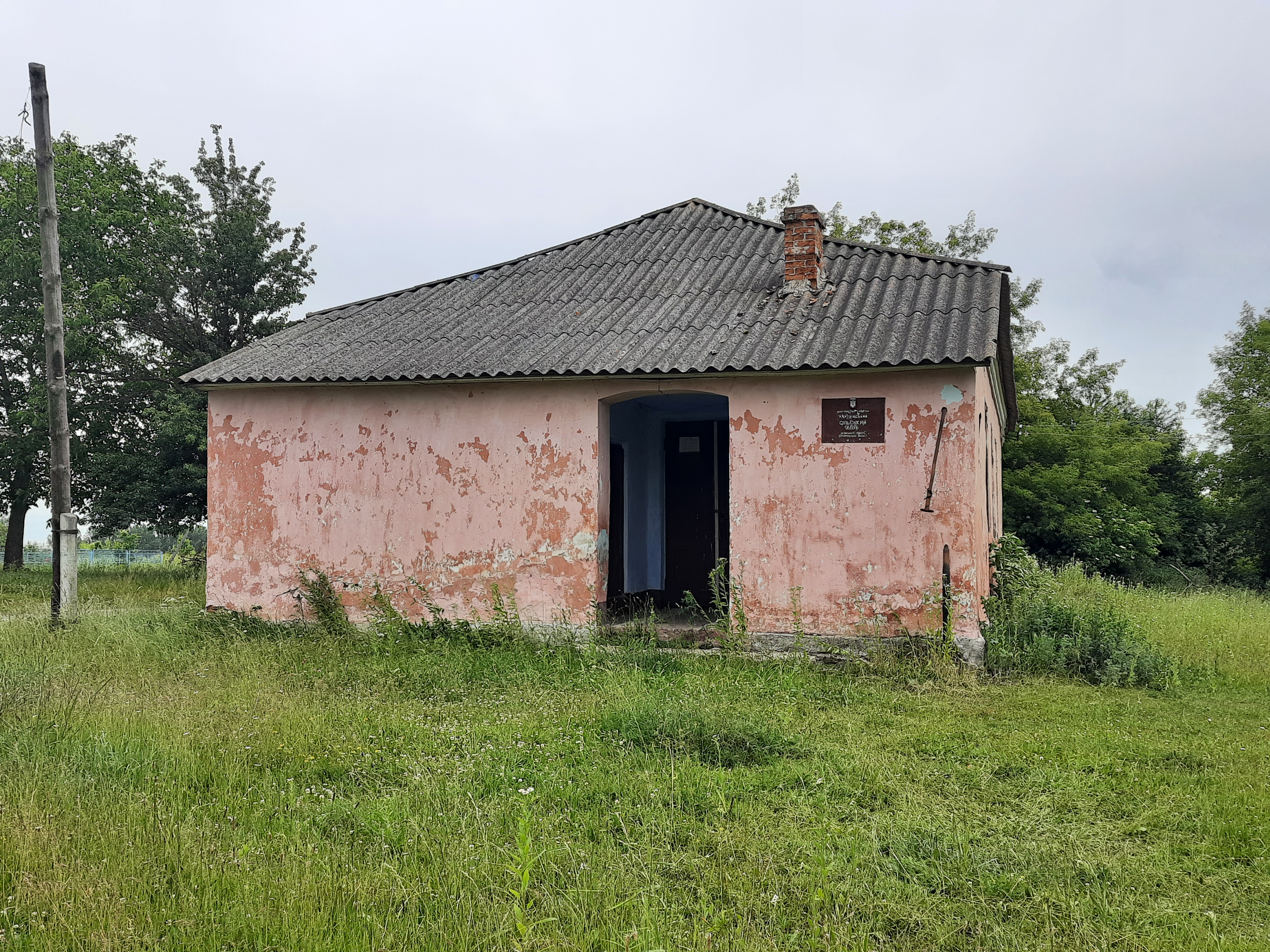
Клуб
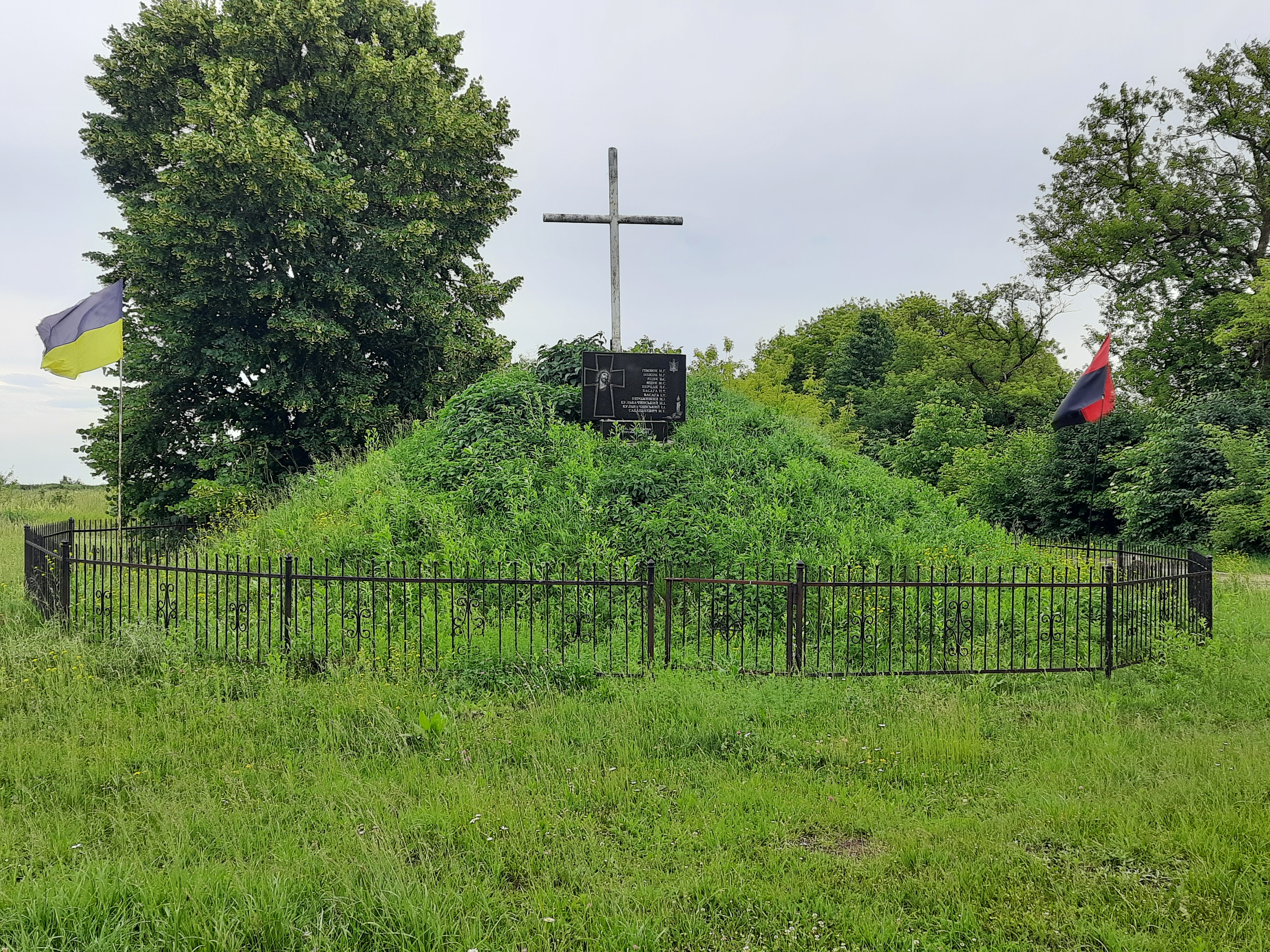
Символічна могила Борцям за волю України
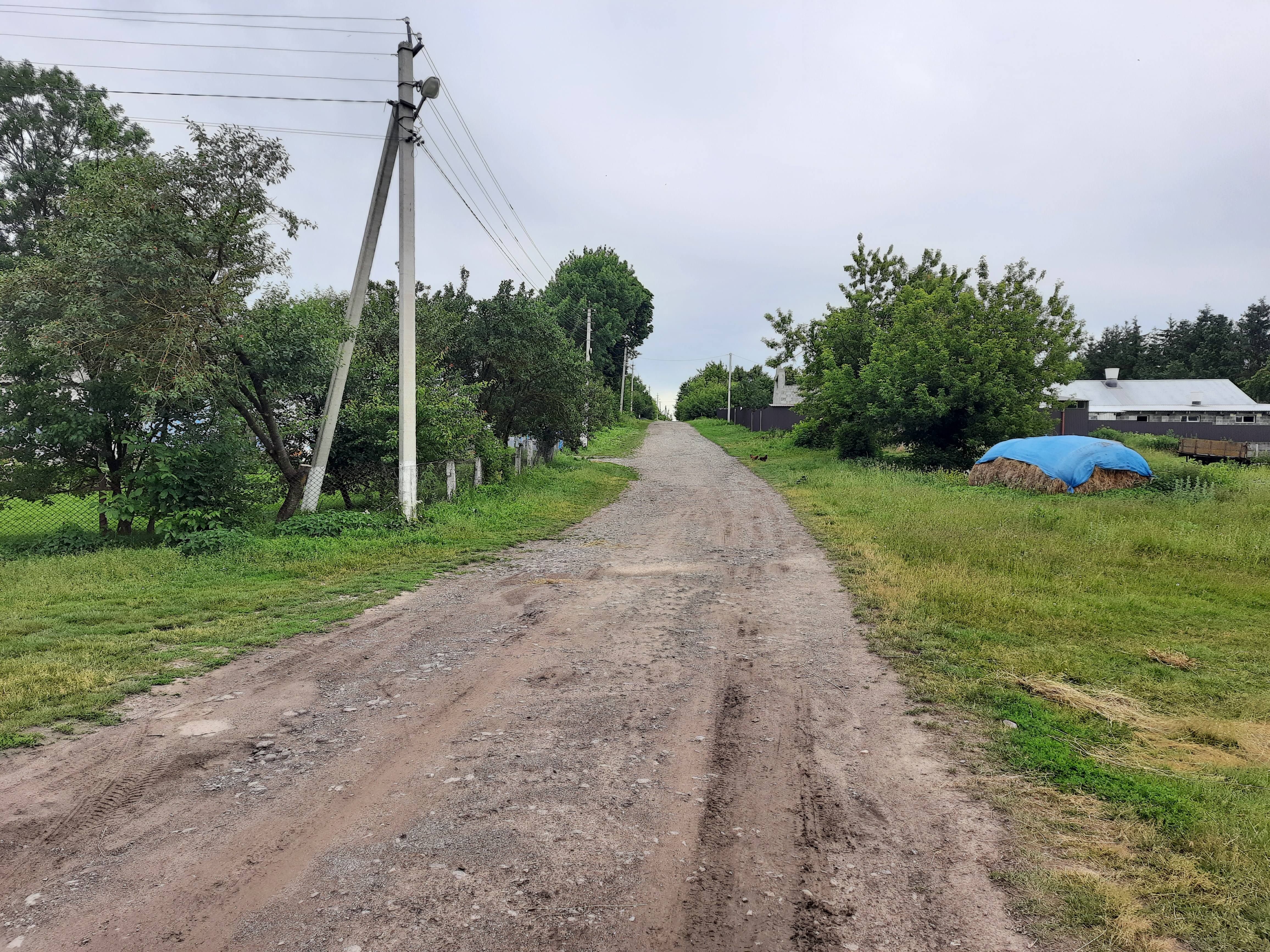
Сільська вулиця
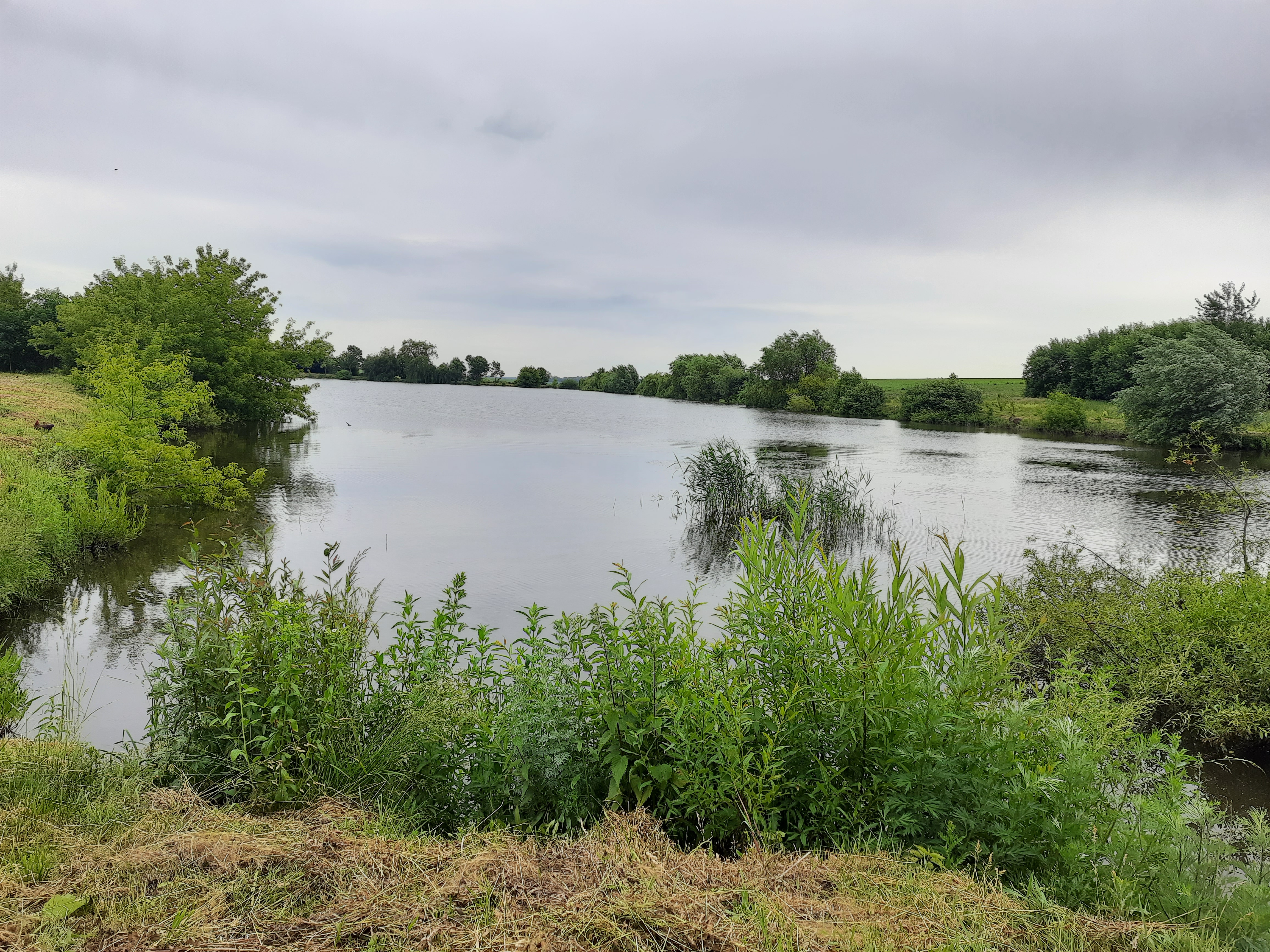
Ставок біля села